# Paul Edvard Filéen
Paul Edvard Filéen, född 16 december 1749 i Ystad, död 26 december 1829 i Stockholm, var en svensk donator.
Paul Edvard Filéen inskrevs vid Lunds universitet 1767 och blev auskultant i Kommerskollegium 1771. Vid 62 års ålder ärvde han efter sin bror Jonas Filéen en socker- och bomullsplantage vid Demerara i Guyana. Plantagerna såldes 1825 till en grosshandlare i Liverpool som var far till William Gladstone, men förhandlingar fördes på regeringsnivå för att möjliggöra överföringen av betalningen från försäljningen. För arvet inköpte Paul Edvard Filéen Hårlemanska huset i centrala Stockholm samt gjorde betydande donationer till olika ändamål som till Adolf Fredriks kyrka, där han också ligger begravd. När hans ättlingar 1901 försålde Hårlemanska huset gjordes ytterligare donationer.